# Lialompolo
Lialompolo är en sjö i Finland.   Den ligger i Tengeli älv i Övertorneå kommun i landskapet Lappland, i den norra delen av landet, 700 km norr om huvudstaden Helsingfors. Lialompolo ligger 74 meter över havet. 
Trakten ingår i den boreala klimatzonen. Årsmedeltemperaturen i trakten är −2 °C. Den varmaste månaden är juli, då medeltemperaturen är 15 °C, och den kallaste är februari, med −18 °C.